# Liljendal
Liljendal [liljɛndɑːl] (finska: Liljendal)  är en kyrkoby/mindre ort i Lovisa stad i landskapet Nyland i Finland. Liljendal kyrkoby är belägen 84 kilometer nordost om Helsingfors. 
Liljendal utgjorde en egen kommun fram till årsskiftet 2009/2010 då den sammanslogs med staden Lovisa. Kommunalnämnden i Liljendal fattade 11 juni 2007 ett preliminärt beslut om ett sammangående med Lovisa. En rådgivande folkomröstning hölls en kort tid dessförinnan. Kommundirektören och kommunstyrelsens ordförande i Liljendal undertecknade den 4 augusti 2008 det slutgiltiga samgångsavtalet för nya Lovisa stad. Det största samhället inom före detta Liljendal kommun var Sävträsk, som också var kommunens centralort.
Sävträsket är namnet på en sjö i Liljendaltrakten.
Folkmängden i Liljendal före detta kommun uppgick år 1924 till 1 979 personer, totala arealen utgjordes av 109,0 km² och folktätheten uppgick till 18,16 invånare/km². Sjuttiosju år senare (2001) uppgick invånarantalet till 1 467 personer, totala ytan utgjordes av 114,1 km² och folktätheten uppgick då till 12,86 invånare/km² . Befolkningen är övervägande svensktalande, det vill säga finlandssvenskar. Före kommunsammanslagningen var Liljendal kommuns språkliga status tvåspråkig, med svenska som majoritetsspråk (77 %) och finska som minoritetsspråk (21,6 %).
Folkmängden i Liljendal kyrkoby uppgick den 31 december 2012 till 479 invånare, landytan utgjordes av 3,26 km² och folktätheten uppgick till 146,9 personer/ km².

## Historia

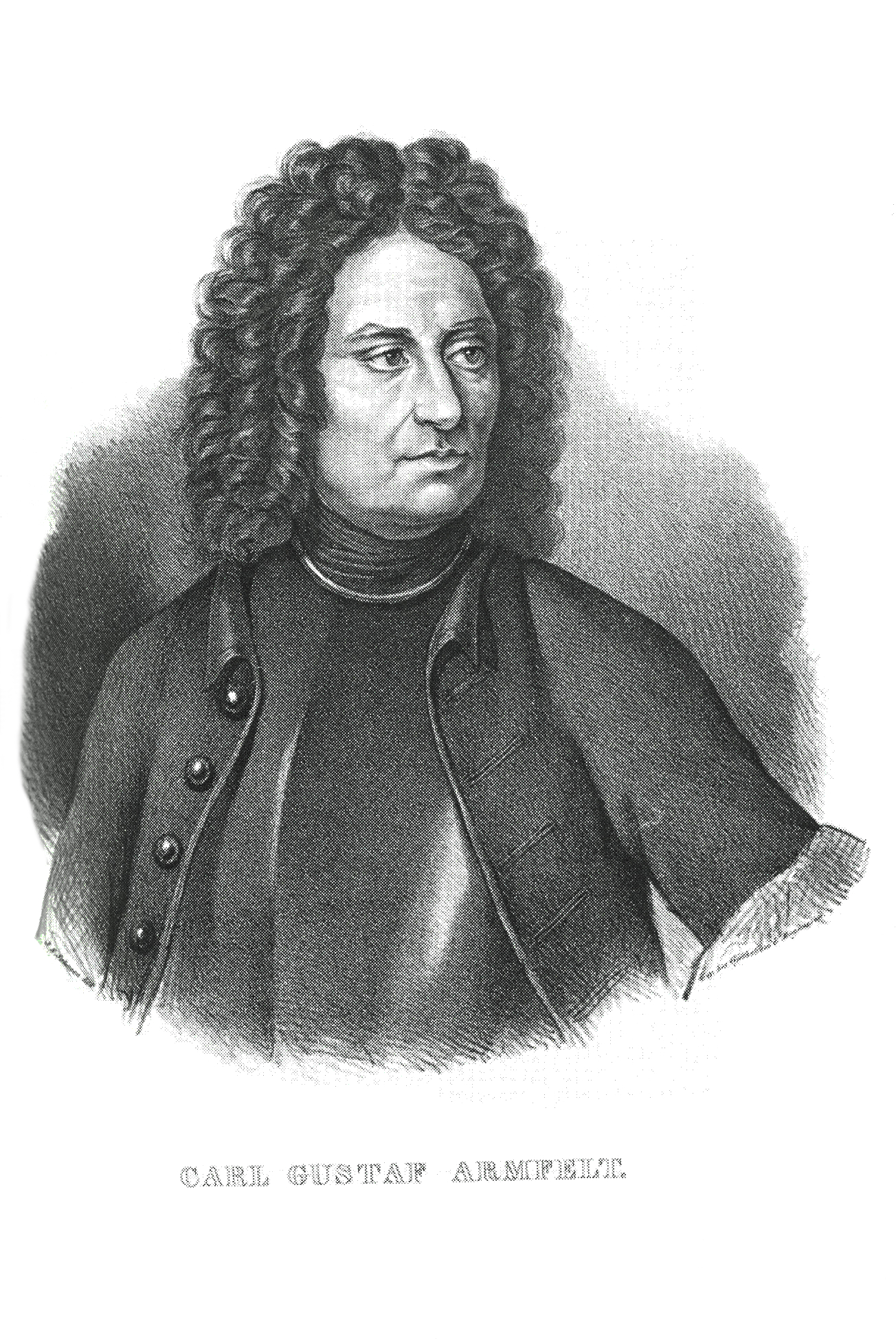
Carl Gustaf Armfelt d.ä.

Före 1100-talet fanns ingen permanent bosättning i Liljendaltrakten. Sedan stenåldern har regionen dock besökts av nomadiserande jägar- och fiskarfolk, vilket ett stort antal fornfynd vittnar om. Av fornlämningsområdena är Andersby kvarnbacke den största. Efter korstågen på 1100-talet koloniserades kusttrakterna i södra Finland av svenska nybyggare varvid svenskspråkiga byar uppstod bland annat utmed strandmarkerna vid Forsby ås mynning. Ännu i dag är Liljendal en trakt med övervägande svenskspråkig befolkning. 
Ett säteri grundades på 1620-talet i trakten och 1621 bildade åtta gårdar ett kronogods. 1623 fick godset namnet Liljendal gård. Liljendal gård fungerade som militärboställe fram till 1809 då Finland blev formligen ett ryskt storfurstendöme. Liljendal gårds mest kända ägare var friherren och generalen Carl Gustaf Armfelt d.ä. (1666 – 1736). Av Liljendal gårds ursprungliga byggnader finns i dag bara två kvar, Bagarstugan samt Stallet. 
Grunden till egen socken lades 1792 då Liljendal kapellförsamling avskildes från moderförsamlingen i Pernå. Liljendal hann alltså verka som en självständig enhet (socken/kommun) före den senaste kommunsammanslagningen i 217 år. I kyrkligt hänseende blev Liljendal eget pastorat 1917. Detta varade till 2019, då Liljendal församling lades ner och Agricola svenska församling och Agricola finska församling grundades.
I äldre finskspråkiga texter kallas Liljendal ibland inofficiellt ”Liljentaali”, vilket är en så kallad exonym.

## Näringsliv i före detta Liljendal kommun
Liljendal kommuns näringsliv dominerades av jordbruk fram till slutet av 1960-talet. Ett mejeri var verksamt på orten mellan 1879 och 1999. Två betydande företagsetableringar gjordes i Liljendal i början av 1970-talet. Först på plats var förpackningsföretaget ”Inpac” Ab som sedermera utvecklades till dagens ”TeamPac” Ab. Den 12 juni 1974 grundades ”Liljendals Bruk” Ab som är ett företag som tillverkar förpackningsmateriel. På 1980-talet etablerade sig pappershylstillverkaren ”Topcore” Ab i kommunen.

## Kända personer med anknytning till Liljendal
Friherren och generalen Carl Gustaf Armfelt d.ä. har bott i två omgångar på Liljendal gård, första gången mellan 1711 och 1712 och andra gången från 1721 fram till sin död 1736.

## Sevärdheter
- Minnessten över friherren och generalen Carl Gustaf Armfelt d.ä. vid den plats i Sävträsk by där Liljendal gårds huvudbyggnad låg en gång i tiden.
- Bombergsgrottan i närheten av Eskilom by[9].
- Hembygdsmuseum samt Vårkulla museum.
- Träkyrka från 1886 i Sävträsk.

## Ett axplock byar som tillhörde före detta Liljendal kommun
- Andersby
- Drombom (dråmbåm), (finska: ”Rumpila”)
- Embom
- Eskilom (eskilåm)
- Garpom (garpåm)
- Hommansby
- Hopom (ho:påm)
- Sävträsk
- Söderby
- Weckum
- Mickelspiltom

## Politik

### Mandatfördelning i Liljendals kommun, valen 1976–2008
| 3 | 14 |

| 4 | 13 |

| 3 | 14 |

| 2 | 1 | 14 |

| 3 | 14 |

| 3 | 14 |

| 2 | 15 |

| 2 | 15 |

| 9 | 8 |

| 2 | 15 |

| 11 | 6 |